# Gorgasia punctata
Gorgasia punctata és una espècie de peix pertanyent a la família dels còngrids.

## Descripció
- Pot arribar a fer 50 cm de llargària màxima.[2][3]

## Hàbitat
És un peix marí, demersal i de clima tropical (24°N-8°N).

## Distribució geogràfica
Es troba al Pacífic oriental central: des de Mèxic fins a Panamà.

## Observacions
És inofensiu per als humans.